# IC 2497
IC 2497 (również PGC 165538) – galaktyka spiralna (S), znajdująca się w gwiazdozbiorze Małego Lwa w odległości około 700 milionów lat świetlnych od Ziemi. Została odkryta 14 maja 1903 roku przez Stéphane’a Javellea’.
Galaktyka IC 2497 została poddana dokładniejszym obserwacjom po odkryciu Voorwerpu Hanny. Obserwacje prowadzone dzięki połączeniu możliwości mocy rozdzielczej Europejskiej Sieci VLBI oraz sieci interferometru MERLIN pozwoliły brytyjskim naukowcom na odkrycie dwóch jasnych i zwartych źródeł promieniowania, których spektrum wskazuje na obecność w IC 2497 czarnej dziury wraz z dyskiem akrecyjnym i dżetami materii wyrzucanymi z relatywistycznymi prędkościami w przeciwległych, biegunowych kierunkach względem osi obrotu dysku.
Pozwala to przypuszczać, że to promieniowanie pochodzące ze środka galaktyki IC 2497 podgrzewa Voorwerp Hanny do temperatury ponad 10 000°C. Proces ten w połączeniu z dużym zagęszczeniem materii w okolicy dżeta prowadzi do wzmożonej aktywności gwiazdotwórczej na niewielkim obszarze o średnicy około 3000 lat świetlnych. Dżet materii wyrzucanej przez IC 2497 zawiera masę porównywalną z 70 masami Słońca. Tempo wyrzutu materii jest więc 6 razy większe niż w przypadku pobliskiej galaktyki Messier 82, będącej typową galaktyką gwiazdotwórczą.